# Bossiaea strigillosa
Bossiaea strigillosa är en ärtväxtart som beskrevs av George Bentham. Bossiaea strigillosa ingår i släktet Bossiaea och familjen ärtväxter. Inga underarter finns listade i Catalogue of Life.